# Estació d'Aeroport T1
Aeroport T1, és una estació de la línia 9 del Metro de Barcelona, situada a la Terminal 1 de l'Aeroport del Prat.
En aquesta estació també hi tindran parada en un futur trens de la línia 2 de Metro, i s'espera que la línia R2 Nord de Rodalies també sigui ampliada des de l'estació de la Terminal 2.
L'estació està integrada en el mateix edifici de l'aeroport, es va construir conjuntament amb la Terminal 1. Les andanes es troben a la planta inferior de l'edifici, mentre que el vestíbul és comú. Disposa d'escales mecàniques i ascensors per a persones amb mobilitat reduïda (PMR).
La previsió inicial era obrir l'estació l'any 2007, però finalment es va posar en funcionament el 12 de febrer de 2016.

## Serveis ferroviaris
| Metro de Barcelona              |          |         |                              |                              |
| Procedència/Destinació          | <        | Línia   | >                            | Procedència/Destinació       |
| terminal                        | terminal |         | Aeroport T2                  | Zona Universitària           |
| Projectat                       |          |         |                              |                              |
| terminal                        | terminal |         | Aeroport Terminal de Càrrega | Badalona Pompeu Fabra        |
| terminal                        | terminal | Can Zam | Aeroport Terminal de Càrrega |                              |
| Rodalia de Barcelona            |          |         |                              |                              |
| Projectat                       |          |         |                              |                              |
| terminal                        | terminal |         | Aeroport T2                  | Sant Celoni Maçanet-Massanes |
| Font recorregut: PDI 2009-2018. |          |         |                              |                              |

## Tarifació
L'estació de metro no són vàlids els bitllets sencills ni la T-10, es necessari comprar el bitllet de l'aeroport amb un cost de 4,50 €. La resta de bitllets com la T-50/30, T-Mes, T-Trimestre entre d'altres, si que són aptes.